# سفارة كولومبيا في الأرجنتين
سفارة كولومبيا في الأرجنتين هي أرفع تمثيل دبلوماسي لدولة كولومبيا لدى الأرجنتين. تقع السفارة في بوينس آيرس وهي تهدف لتعزيز المصالح الكولومبية في الأرجنتين.

## وصلات خارجية
- قائمة سفارات كولومبيا
- قائمة السفارات في الأرجنتين